# Casa Perkins-Rockwell
La casa Perkins-Rockwell es una casa museo ubicada en 42 Rockwell Street, en Norwich (Connecticut), Estados Unidos. Construido en 1818, se distingue localmente como una casa de piedra bien conservada del período federal y por su asociación con las familias Perkins y Rockwell; esta casa fue el hogar de John A. Rockwell, un destacado abogado local que se casó con un miembro de la familia Perkins y también se desempeñó como miembro de la Cámara de Representantes de los Estados Unidos del Congreso. Fue incluida en el Registro Nacional de Lugares Históricos el 17 de octubre de 1985 y actualmente es propiedad de las Hijas de la revolución estadounidense, junto con la casa Nathaniel Backus.
Los planos de esta propiedad están disponibles al público en general y se pueden visualizar en el museo.

## Descripción e historia
Está ubicada cerca del distrito histórico de Chelsea, en el lado norte de Rockwell Street, entre Crescent Street y McKinley Avenue. Es una casa grande de estilo federal, construida con sillares de granito cortado al azar, con tejado a cuatro aguas. Un porche de un solo piso se extiende a lo largo del frente del edificio y rodea el lado izquierdo. Hay una adición de estructura de madera de un solo piso al este de la fachada frontal, ubicada antes de una sección de cocina original empotrada. El interior está acabado con carpintería de alta calidad, que en su mayoría es de estilo federal. Los pasajes entre las salas públicas de la planta baja suelen terminarse como dovelas.
Fue construida entre 1814 y 1818 por Joseph Perkins, descendiente de uno de los primeros pobladores de la zona. Su hija, Mary Perkins Rockwell, y su esposo, John A. Rockwell, heredaron la propiedad y le hicieron una serie de modificaciones. La familia Rockwell retuvo la propiedad y sucesivas generaciones la ocuparon hasta 1934, cuando se la cedieron a las Hijas de la revolución estadounidense.